# Нижняя Тайжасу
Нижняя Тайжасу — река в России, протекает по Междуреченскому району Кемеровской области. Вытекает из озера на высоте 1419 м над уровнем моря. Устье реки находится в 71 км по левому берегу реки Бельсу. Длина реки составляет 10 км. Приток — Озёрная.

## Данные водного реестра
По данным государственного водного реестра России относится к Верхнеобскому бассейновому округу, водохозяйственный участок реки — Томь от истока до города Новокузнецк, без реки Кондома, речной подбассейн реки — Томь. Речной бассейн реки — (Верхняя) Обь до впадения Иртыша.